# فرشته‌ماهی‌های پرخار
فرشته‌ماهی‌های پُرخار (نام علمی: Holacanthus) نام یک سرده از خانواده فرشته‌ماهیان است.